# Détroit du château
Le détroit du château (russe : Крепостной пролив, Krepostnoij proliv, finnois : Linnasalmi) est un détroit situé à Vyborg en Russie.

## Géographie
Le détroit sépare le baie de Vyborg et la baie Zachtchitnaïa de Linnasaari esu du vieux centre de Vyborg.
Dans le détroit, d'un kilomètre de long et d'une largeur maximale de deux cents mètres, se trouve l'île du château sur laquelle on a construit la forteresse médiévale
Deux ponts relient Linnasalmi et la péninsule de Vyborg: le linnansilta construit en 1980 et le Pietarinsilta construit en 1960.
Sur la rive occidentale du détroit, sur Linnasaari, on peut voir les anciens quartiers finlandais de Siikaniemi et Tervaniemi ainsi que la fortification d'Annenkrone.
Sur la rive orientale se trouvaient les parties sud et nord du port de Viipuri.
À l'origine une voie d'eau menant au canal du Saimaa traversait Linnasalmi, mais dans les années 1960 elle a été transférée vers la partie occidentale du Kivisillansalmi.